# Sebastian Earl
Sebastian Earl (Tonbridge, 2 de enero de 1900-Winchester, 14 de agosto de 1983) fue un deportista británico que compitió en remo. Participó en los Juegos Olímpicos de Amberes 1920, obteniendo una medalla de plata en la prueba de ocho con timonel.

## Palmarés internacional
| Juegos Olímpicos | Juegos Olímpicos  | Juegos Olímpicos | Juegos Olímpicos |
| Año              | Lugar             | Medalla          | Prueba           |
| ---------------- | ----------------- | ---------------- | ---------------- |
| 1920             | Amberes (Bélgica) | Medalla de plata | Ocho con timonel |